# UTC+8
UTC+8 je, sa približno 1,53 milijarde stanovnika, ili oko 22,5% svetske populacije, najnaseljenija vremenska zona.

## Kao standardno vreme (cele godine)
- Brunej
- Indonezija (centralna područja) 
  - Istočni i Južni Kalimantan
  - Manja Sundska ostrva
  - Sulavesi
- Narodna Republika Kina — Kinesko standardno vreme (ili Pekinško vreme) 
  - cela država uključujući  Hong Kong,  Makau i  Tajvan
- Malezija
- Mongolija (najveći deo države)
- Rusija — Krasnojarsko vreme (MV+4; od 2011) 
  -  Krasnojarski kraj
  -  Hakasija
  -  Tiva
- Singapur
- Filipini

## Kao standardno vreme samo zimi (južna hemisfera)
- Australija
  -  Zapadna Australija